# Sibbaldia tetrandra
Sibbaldia tetrandra är en rosväxtart som beskrevs av Aleksandr Andrejevitj Bunge. Sibbaldia tetrandra ingår i släktet dvärgfingerörter, och familjen rosväxter. Inga underarter finns listade i Catalogue of Life.